# Byttneria angulata
Byttneria angulata là một loài thực vật có hoa trong họ Cẩm quỳ. Loài này được Hassk. mô tả khoa học đầu tiên năm 1844.